# Elecciones generales de San Cristóbal y Nieves de 2020
Las elecciones generales de San Cristóbal y Nieves de 2020 tuvieron lugar el viernes 5 de junio del mencionado año con el objetivo de renovar 11 de los 15 escaños de la Asamblea Nacional, que a su vez investiría al primer ministro y ejercería sus funciones por el período legislativo 2020-2025. Fueron las decimosextas elecciones generales desde la instauración del sufragio universal y las novenas desde la independencia del país caribeño. Se realizaron en medio de la pandemia de enfermedad por coronavirus de 2020, pero para el 19 de mayo (un día después de que se confirmara la fecha de los comicios), los quince casos presentes en el país ya se habían recuperado sin que se produjeran fallecimientos.
La coalición gobernante, denominada Unidad en Equipo (Team UNITY) compuesta por el Partido Laborista del Pueblo, el Movimiento de Acción Popular (con sede en San Cristóbal) y el Movimiento de Ciudadanos Preocupados (con sede en Nieves) y encabezada por el primer ministro Timothy Harris, obtuvo el triunfo con el 54,86% de los votos válidos y una mayoría absoluta de 9 escaños sobre las 11 circunscripciones electorales. La oposición, compuesta por el Partido Laborista de San Cristóbal y Nieves y el Partido Reformista de Nieves fue derrotada. El SKNLP obtuvo solo dos escaños y el 37,11% de los votos, mientras que el NRP se vio fuera del parlamento por primera vez en cuatro décadas y media, perdiendo su único escaño a pesar de recibir el 7,99% de los sufragios.
La concurrencia a votar descendió visiblemente, y el porcentaje del electorado registrado que emitió sufragio fue de un 58,41%, representando una caída de casi catorce puntos con respecto a las elecciones anteriores y constituyendo la participación más baja desde la instauración del sufragio universal en el país.

## Contexto
Las elecciones generales de 2015 dieron como resultado la victoria de la coalición Unidad en Equipo, que llevó a Timothy Harris, del Partido Laborista del Pueblo, al cargo de primer ministro (a pesar de ser el único miembro de su propio partido representado en la Asamblea), poniendo fin a veinte años de hegemonía del Partido Laborista de San Cristóbal y Nieves y su líder, Denzil Douglas. La coalición tripartita salió reforzada de las elecciones regionales de la isla de Nieves en 2017, con una segunda victoria del Movimiento de los Ciudadanos Preocupados, integrante de la alianza oficialista, con Mark Brantley (antiguo líder de la oposición nacional) como premier.
El 24 de marzo de 2020, se confirmaron los dos primeros casos de enfermedad por coronavirus en San Cristóbal y Nieves, en el marco de la pandemia a escala global, con dos ciudadanos infectados que habían llegado al país desde la ciudad de Nueva York, Estados Unidos. La aparición de hasta ocho casos autóctonos condujo a la instauración de una cuarentena total el 31 de marzo hasta el 3 de abril, con un toque de queda. El aislamiento obligatorio se extendió más tarde el 7 de abril, el 18 de abril, y una vez más el 25 de abril. Hubo un nuevo toque de queda entre el 9 y el 10 de mayo. Finalmente, el 19 de mayo, se confirmó que los quince infectados en el país se habían recuperado, sin que se produjeran fallecimientos. El día antes, el primer ministro Timothy Harris anunció el 5 de junio como la fecha para las elecciones generales.

## Sistema electoral
La Asamblea Nacional de San Cristóbal y Nieves está compuesta por quince escaños. De éstos, once son elegidos directamente por la ciudadanía mediante escrutinio mayoritario uninominal. La isla de San Cristóbal está dividida en ocho circunscripciones, mientras que la isla de Nieves consta de tres circunscripciones. Los parlamentarios son elegidos por simple pluralidad de sufragios en cada circunscripción para un mandato de un máximo de cinco años reelegibles. De estos once parlamentarios, uno de ellos es elegido por sus pares como primer ministro de la Federación y encargado el poder ejecutivo, que ejercerá el cargo mientras goce de la confianza de al menos seis de los once parlamentarios electos. Los otros cuatro parlamentarios, que no son electos, son designados por el Gobernador General en nombre del monarca en algún momento posterior a las elecciones. Los candidatos fueron nominados el 27 de mayo de 2020, por lo que la campaña duró diez días.

## Campaña
La Unidad en Equipo lanzó su campaña el 26 de mayo, un día antes del día de la nominación de candidatos, por medio de un acto televisado que tuvo lugar sin audiencia debido a las restricciones sanitarias. El oficialismo centró su estrategia en exaltar el historial del gobierno durante los cinco años anteriores. Harris realizó alocuciones de radio defendiendo su gestión, en las cuales afirmó que la coalición había demostrado su capacidad para gobernar en medio de múltiples problemas, declarando que: «Se ha demostrado que cuando hemos tenido que afrontar la adversidad hemos respondido positivamente», y citando como sus principales logros la reconstrucción de 2.000 viviendas afectadas por huracanes, y un manejo de la pandemia en curso que calificó como «ejemplar». En sus discursos apeló numerosas veces a la idea de «mirar hacia el futuro», proponiendo como principal punto a tratar durante su segundo mandato la salud pública, teniendo en cuenta las «circunstancias excepcionales» a nivel mundial. Durante el lanzamiento de la campaña, el líder del MCC, Mark Brantley, declaró la continuidad de su partido en la alianza oficialista y aplaudió el éxito de la Unidad en Equipo para mantenerse unida.
El opositor SKNLP, encabezado por Douglas, mantuvo un enfoque desmarcado de la cuestión sanitaria, acusando al gobierno de haberse «olvidado de los jóvenes», y proponiendo un paquete de alivio económico que permitiera incrementar las oportunidades de dicho sector de la población. La oposición también denunció al oficialismo de estar implicado en casos de corrupción, destacando el hecho de que banco de desarrollo de la isla fuera dirigido por un pariente del primer ministro.
Dos días antes de las elecciones, el 3 de junio, los partidos políticos cerraron sus campañas. Harris publicó un mensaje en el que llamaba al electorado a la reflexión, afirmando que en los comicios se pondría en duda si «revertir el trabajo de los últimos cinco años y volver al país de las calles inseguras y deudas con el FMI del Partido Laborista de Douglas» o «continuar con el progreso». En líneas similares, Douglas emitió un discurso en el que afirmó ver al oficialismo «desesperado» durante la última etapa de la campaña, denunciando que la Unidad en Equipo estaba ofreciendo préstamos a ciudadanos de hasta 25.000 $USD con el objetivo de captar votos.

## Resultados

### Nivel general
Finalmente, las elecciones resultaron en el triunfo para la coalición oficialista Unidad en Equipo, que obtuvo el 54,86% de los votos y una mayoría absoluta de 9 escaños. El Movimiento de Acción Popular fue el partido más grande de la coalición con un 28,91% de los votos y 4 escaños, manteniéndose como la primera minoría del poder legislativo. El Partido Laborista del Pueblo, escisión del Partido Laborista de San Cristóbal y Nieves fundada por el primer ministro Timothy Harris, obtuvo el 13,37% de los votos y 2 escaños, siendo la fuerza más pequeña de la alianza gobernante a pesar de ser el partido del primer ministro. El Partido Laborista de San Cristóbal y Nieves obtuvo el 37,11% de los votos, lo que lo convirtió en el partido individual más votado (y el único que disputó todas las circunscripciones de San Cristóbal). Sin embargo, obtuvo solo dos escaños. Destacó la derrota del laborismo tradicional ante el laborismo del pueblo en la circunscripción de San Cristóbal #3, con Akilah Nisbett superando por solo 90 votos a Konris Maynard, en un distrito que desde la instauración del sufragio universal en 1952 constituía un sólido bastión del SKNLP.
Con respecto a los resultados en la isla de Nieves, el Movimiento de los Ciudadanos Preocupados obtuvo un triunfo absoluto con el 61,13% de los votos emitidos (un 12,58% del total a nivel nacional), logrando la victoria en las tres circunscripciones que representaban a la isla. El Partido Reformista de Nieves, presidido por Robelto Hector, obtuvo el 38,87% de los votos (que representaban un 7,99% contando todo el país) y se vio derrotado en el único distrito electoral que representaba, Nieves #11, por lo que se vio fuera de la Asamblea Nacional. Fue la segunda vez que el NRP fracasaba en obtener escaños en toda su historia electoral y el antecedente más cercano se situaba en las elecciones de 1975, cuatro décadas y media atrás. Fuera de Hector, el líder del NRP, los líderes de los otros cuatro partidos contendientes (Timothy Harris del PLP, Shawn Richards del PAM, Mark Brantley del CCM y Denzil Douglas del SKNLP) lograron retener sus respectivos escaños con facilidad.
El crecimiento electoral de la Unidad en Equipo fue considerado inusual, teniendo en cuenta la tendencia electoral en los países del Caribe de restar apoyo a los gobiernos en ejercicio. Esto en parte fue atribuido tanto a la buena imagen pública del gobierno de Harris, que percibía como exitosa su gestión de la pandemia del COVID-19, así como al igualmente novedoso éxito de los tres partidos integrantes de la alianza de conservar la unidad de la coalición sin perder en el proceso sus respectivas identidades. La baja participación, del 58,41% del total registrado, la más baja en la historia electoral del país, fue también destacada, citándose como posible causa la imposibilidad de muchos votantes en el extranjero para viajar en el marco de la situación sanitaria.
|  | 28.91 % |

|  | 13.37 % |

|  | 12.58 % |

|  | 54.86 % |

|  | 37.11 % |

|  | 7.99 % |

|  | 45.10 % |

|  | 0.04 % |

|  | 99.51 % |

|  | 0.49 % |

|  | 100 % |

|  | 58.41 % |

### Desglose por circunscripción
| Circunscripción  | SKNLP         | SKNLP         | PAM           | PAM           | PLP           | PLP           | CCM           | CCM           | NRP           | NRP           | Ind.          | Ind.          | Anulados | Total  |
| Circunscripción  | Votos         | %             | Votos         | %             | Votos         | %             | Votos         | %             | Votos         | %             | Votos         | %             | Anulados | Total  |
| ---------------- | ------------- | ------------- | ------------- | ------------- | ------------- | ------------- | ------------- | ------------- | ------------- | ------------- | ------------- | ------------- | -------- | ------ |
| San Cristóbal #1 | 1.658         | 50,87%        | 1.601         | 49,13%        | Sin candidato | Sin candidato | Sin candidato | Sin candidato | Sin candidato | Sin candidato | Sin candidato | Sin candidato | 96       | 3.349  |
| San Cristóbal #2 | 1.654         | 46,23%        | 1.422         | 53,77%        | Sin candidato | Sin candidato | Sin candidato | Sin candidato | Sin candidato | Sin candidato | Sin candidato | Sin candidato | 16       | 3.087  |
| San Cristóbal #3 | 1.253         | 48,29%        | Sin candidato | Sin candidato | 1.342         | 51,71%        | Sin candidato | Sin candidato | Sin candidato | Sin candidato | Sin candidato | Sin candidato | 20       | 2.615  |
| San Cristóbal #4 | 933           | 41,87%        | 1.284         | 57,63%        | Sin candidato | Sin candidato | Sin candidato | Sin candidato | Sin candidato | Sin candidato | 11            | 0,50%         | 22       | 2.249  |
| San Cristóbal #5 | 721           | 35,75%        | 1.296         | 64,75%        | Sin candidato | Sin candidato | Sin candidato | Sin candidato | Sin candidato | Sin candidato | Sin candidato | Sin candidato | 12       | 2.029  |
| San Cristóbal #6 | 1.553         | 74,95%        | 519           | 25,05%        | Sin candidato | Sin candidato | Sin candidato | Sin candidato | Sin candidato | Sin candidato | Sin candidato | Sin candidato | 6        | 2.076  |
| San Cristóbal #7 | 607           | 24,51%        | Sin candidato | Sin candidato | 1.870         | 75,49%        | Sin candidato | Sin candidato | Sin candidato | Sin candidato | Sin candidato | Sin candidato | 12       | 2.487  |
| San Cristóbal #8 | 2.208         | 49,73%        | 2.232         | 50,27%        | Sin candidato | Sin candidato | Sin candidato | Sin candidato | Sin candidato | Sin candidato | Sin candidato | Sin candidato | 15       | 4.450  |
| Nieves #9        | Sin candidato | Sin candidato | Sin candidato | Sin candidato | Sin candidato | Sin candidato | 1.693         | 59,45%        | 1.155         | 40,55%        | Sin candidato | Sin candidato | 34       | 2.882  |
| Nieves #10       | Sin candidato | Sin candidato | Sin candidato | Sin candidato | Sin candidato | Sin candidato | 710           | 80,96%        | 167           | 19,04%        | Sin candidato | Sin candidato | 4        | 880    |
| Nieves #11       | Sin candidato | Sin candidato | Sin candidato | Sin candidato | Sin candidato | Sin candidato | 1.107         | 54,87%        | 910           | 45,13%        | Sin candidato | Sin candidato | 22       | 2.035  |
| Total            | 10.355        | 37,11%        | 8.067         | 28,91%        | 3.731         | 13,37%        | 3.510         | 12,58%        | 2.232         | 7,99%         | 11            | 0,04%         | 157      | 28.139 |